# Entraigues (Isère)
Entraigues is een gemeente in het Franse departement Isère (regio Auvergne-Rhône-Alpes) en telt 229 inwoners (1999). De plaats maakt deel uit van het arrondissement Grenoble.

## Geografie
De oppervlakte van Entraigues bedraagt 20,7 km², de bevolkingsdichtheid is 11,1 inwoners per km².
De onderstaande kaart toont de ligging van Entraigues (Isère) met de belangrijkste infrastructuur en aangrenzende gemeenten.

## Demografie
Onderstaande figuur toont het verloop van het inwonertal (bron: INSEE-tellingen).

## Afbeeldingen

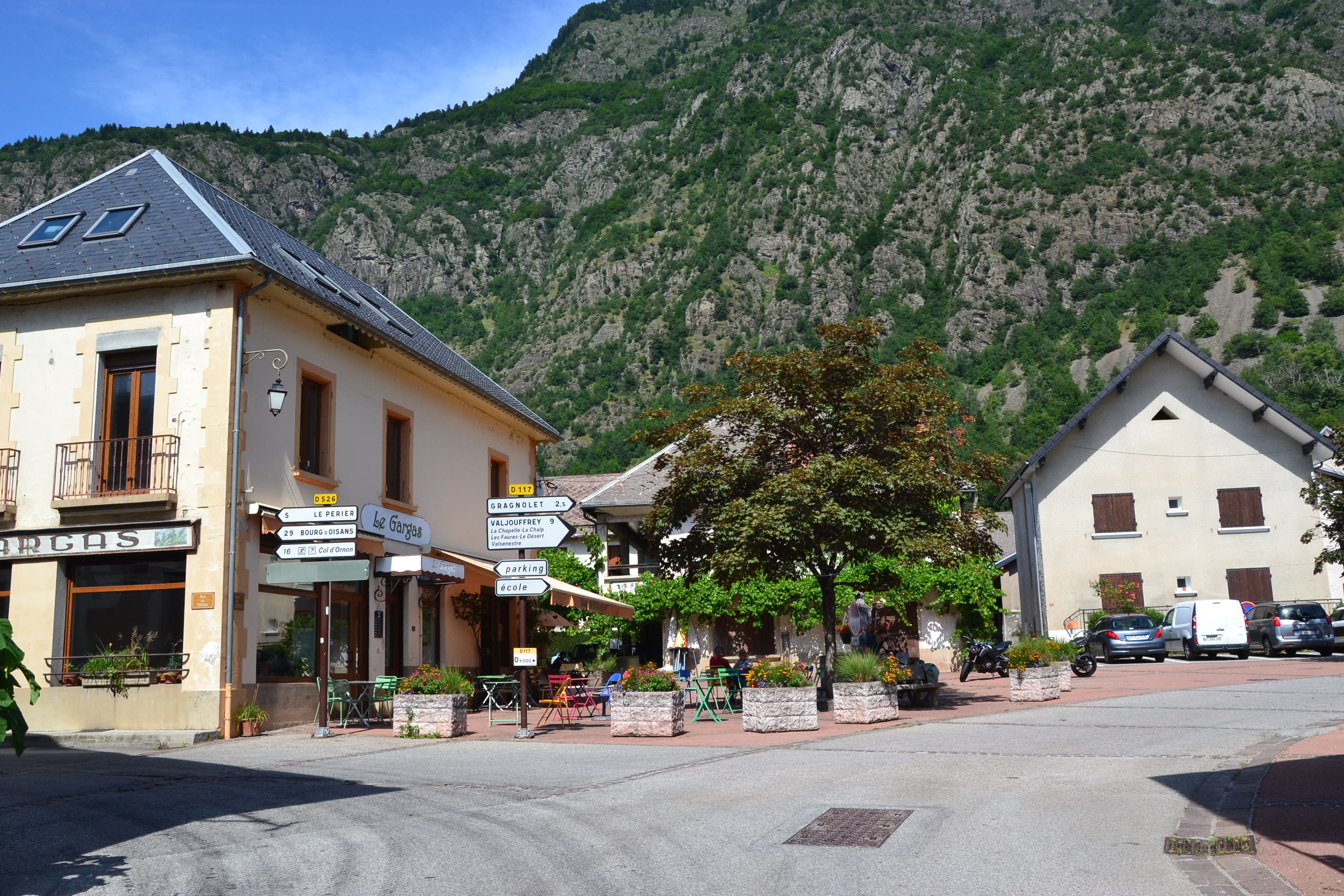
Place du Docteur Eynaud
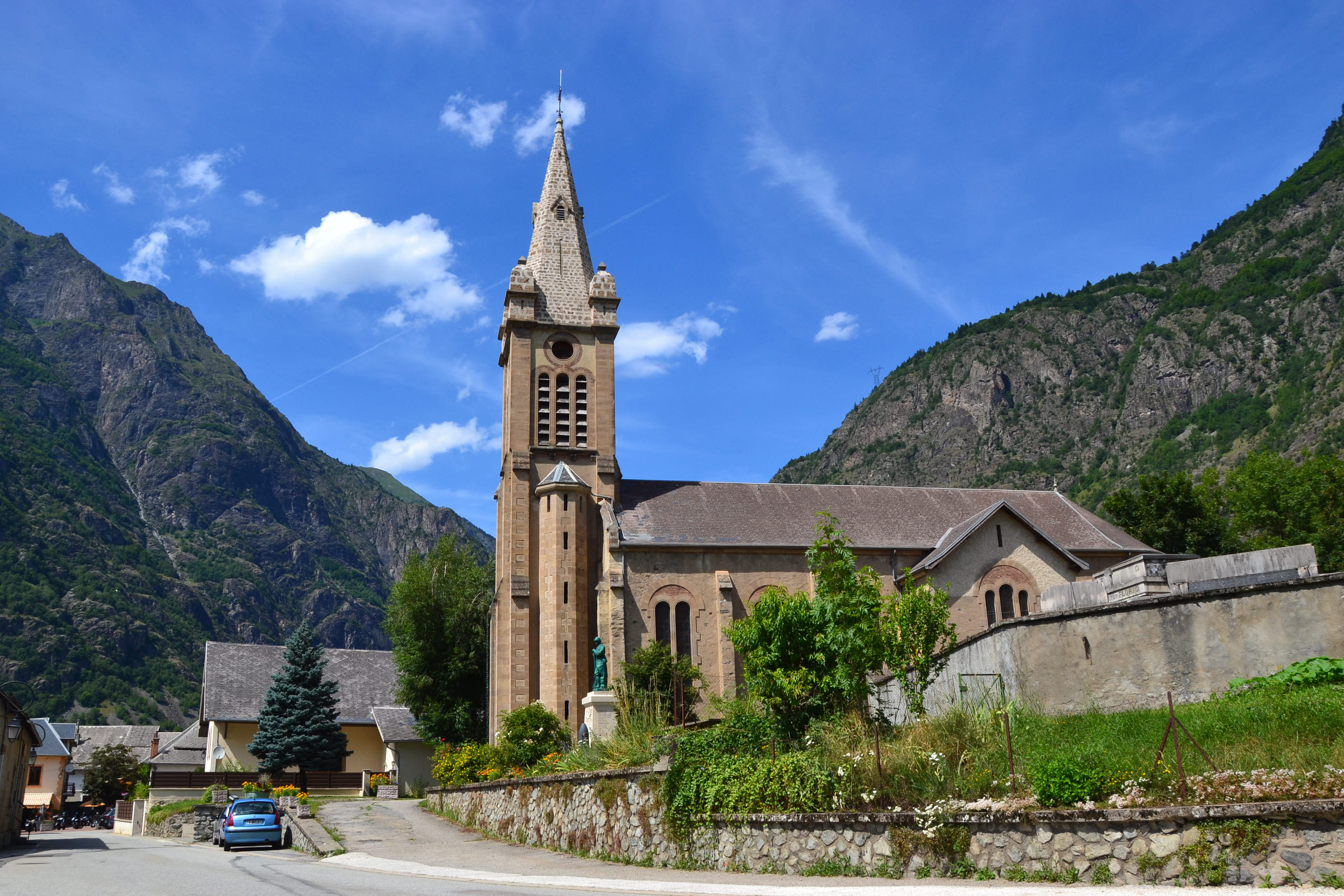
Kerk
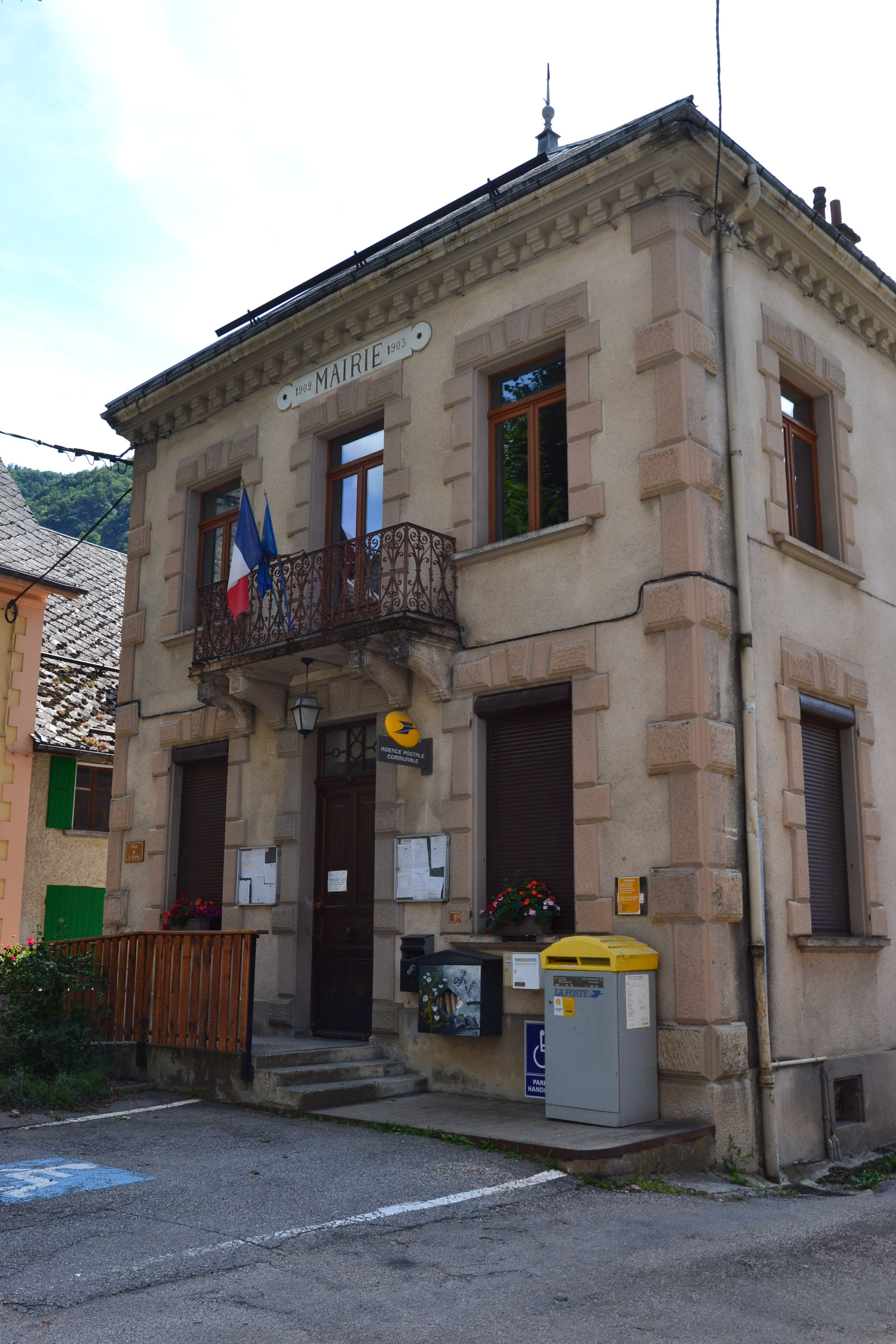
Gemeentehuis